# Allochrocebus lhoesti
Il cercopiteco barbuto (Allochrocebus lhoesti P. Sclater, 1899), anche noto come cercopiteco di L'Hoest o scimmia di montagna, è un certopiteco endemico nel bacino del Congo orientale superiore. Questa specie vive in aree forestali montuose in piccoli gruppi matriarcali, e sono caratterizzati da un mantello scuro e da una folta barba bianca.

## Descrizione
La lunghezza del corpo varia tra 35 e 65 cm, quella della coda tra 50 e 100 cm. Il peso medio è 6,5 kg per i maschi e 4 kg per le femmine.
Il pelo è corto e di colore marrone chiaro sul dorso e quasi nero  sul resto del corpo, tranne la caratteristica barba bianca che dà il nome alla specie, che si estende dai lati della testa al collo e alla parte superiore del petto.

## Distribuzione e habitat
L'areale è compreso nella Repubblica Democratica del Congo, Ruanda, Burundi e Uganda occidentale. Vive in diversi tipi di foreste, ma sempre al di sopra di una certa altitudine: il suo habitat tipico sono le foreste montane della faglia albertina. L'altitudine minima è stata stimata in modo variabile da diversi autori, da 600 a 900 metri.

## Biologia
L'attività è diurna e si svolge principalmente al suolo, ma la notte si rifugiano sugli alberi. 
Vive in gruppi costituiti da un solo maschio adulto, più femmine e piccoli, per un totale da 9 a 25 individui. La dieta è costituita essenzialmente da vegetali, ma occasionalmente può includere uova e piccoli animali.
L'accoppiamento è stagionale e la femmina, dopo una gestazione di circa cinque mesi mette alla luce in genere un solo piccolo.
La longevità osservata in cattività è stata anche superiore a 30 anni.